# Ishputahshu
Fils de Pariyawatri, il est le second roi du Kizzuwatna. Vers 1525 av. J.-C., il conclut le premier traité avec le royaume hittite de Télépinu : les deux signataires se donnent le même titre de « roi » et traitent donc sur un pied d'égalité. Ce traité est ainsi le premier texte écrit prouvant l'indépendance totale du Kizzuwatna à cette époque.